# 5e cérémonie des Oklahoma Film Critics Circle Awards
La 5e cérémonie des Oklahoma Film Critics Circle Awards, décernés par l'Oklahoma Film Critics Circle, a eu lieu le 22 décembre 2010, et a récompensé les films réalisés l'année précédente.

## Top 10
1. The Social Network
2. Inception
3. Black Swan
4. The Fighter
5. Winter's Bone
6. True Grit
7. Le Discours d'un roi (The King's Speech)
8. Toy Story 3
9. Tout va bien, The Kids Are All Right (The Kids Are All Right)
10. 127 heures (127 Hours)

## Palmarès

### Meilleur film
- The Social Network

### Meilleur réalisateur
- David Fincher pour The Social Network

### Meilleur acteur
- Jesse Eisenberg pour le rôle de Mark Zuckerberg dans The Social Network

### Meilleure actrice
- Natalie Portman pour le rôle de Nina dans Black Swan

### Meilleur acteur dans un second rôle
- Christian Bale pour le rôle de Dickie Eklund dans Fighter (The Fighter)

### Meilleure actrice dans un second rôle
- Mila Kunis pour le rôle de Lilly dans Black Swan

### Meilleur premier film
- Chris Morris – We Are Four Lions (Four Lions)

### Meilleur scénario original
- Inception – Christopher Nolan

### Meilleur scénario adapté
- The Social Network – Aaron Sorkin

### Meilleur film en langue étrangère
- Un prophète •  France  Italie

### Meilleur film d'animation
- Toy Story 3

### Meilleur film documentaire
- Faites le mur ! (Exit Through the Gift Shop)

### Pire film (Obviously Worst Film)
- Sex and the City 2

### Pire film pas si évident (Not-So-Obviously Worst Film)
- Alice au pays des merveilles (Alice in Wonderland)